# بلدة غارفيلد (مقاطعة ماكيناك)
غارفيلد، مقاطعة ماكيناك (بالإنجليزية: Garfield Township, Mackinac County, Michigan)‏ هي بلدة تقع بولاية ميشيغان في الولايات المتحدة. تبلغ مساحتها 355.8 (كم²)، وترتفع عن سطح البحر 202 م، بلغ عدد سكانها 1146 نسمة في عام تعداد الولايات المتحدة 2010 حسب إحصاء مكتب تعداد الولايات المتحدة .

## وصلات خارجية
- The US50 - Cities and Towns in Michigan State
- Michigan Cities and Towns, Facts, Map, Flag, Colleges, Government, and More